# سينما دنيا زاد
سينما دنيا زاد (بالفرنسية :Donia Zed)  و كانت تعرف في الماضي بـ: REX وهي قاعة سينمائية متواجد بوسط مدينة غليزان أنشأها الإستعمار الفرنسي في ثلاثينيات القرن 20 وتقام فيها الكثير من الأنشطة الثقافية من مسرح وإنشاد وملتقيات علمية وفكرية.

## أنظر أيضا
- حديقة فنك لاند
- حديقة حديدوان